# Reggiolo
Reggiolo ist eine italienische Gemeinde mit 9243 Einwohnern (Stand 31. Dezember 2023) in der Provinz Reggio Emilia in der Region Emilia-Romagna.

## Geographie
Nachbarorte von Reggiolo sind: Campagnola Emilia, Fabbrico, Gonzaga, Guastalla, Luzzara, Moglia, Novellara, Rolo

## Mathilde von Tuszien
An der Straße von Reggiolo nach Gonzaga liegt kurz vor der Grenze zwischen der Provinz Reggio Emilia und der Provinz Mantua der Ortsteil Bondanazzo di Reggiolo. Hier starb am 24. Juli 1115 – zu einer Zeit, als der Ort noch Bondeno di Roncore hieß – Mathilde von Tuszien, Herrin von Canossa. Zwei Kilometer weiter nordöstlich befindet sich ein weiterer Ort, „Bondeno“, der aber zu Gonzaga und zur Provinz Mantua gehört.
Das Gebäude, in dem Mathilde starb, ist heute ein altes (privat genutztes und daher nicht öffentlich zugängliches) Bauernhaus, dem man ansieht, dass es früher ein herrschaftliches Anwesen war: Eine künstlerisch ausgestaltete Decke im Bereich des Haupteingangs und Fresken mit religiösen Motiven, vermutlich aus dem 15. Jahrhundert, weisen auf eine bedeutendere Vergangenheit hin.

## Söhne und Töchter der Stadt
- Carlo Ancelotti (* 1959), Fußballspieler und -trainer
- Anna Trevisi (* 1992), Radrennfahrerin